# 1952 (رواية)
1952 هي رواية للروائيّ المصريّ جميل عطية إبراهيم، وهو من أحد مؤسّسي مجلة جاليري 68 الأدبيّة. صُنّفت روايته 1952 ضمن أفضل مائة رواية عربية، وهي من الروايات المهمّة في مسيرة الأدب العربي. صدرت الرواية سنة 1990، هي جزء من ثلاثيّة تتكوّن من: (1952)، (أوراق 1954)، (1981). تعكس الرواية حياة الشعب المصريّ ومعاناته في تلك السنة الحاسمة من تاريخه.

## القصّة
تتحدّث رواية 1952 عن الظروف التي مرّت بها مصر في أواخر 1951 وحتى قيام ثورة 1952، وعن معاناة الشعب المصريّ آنذاك: البؤس، الفقر، الظلم والمقاومة الشعبيّة للاحتلال الإنجليزي، وذلك من خلال شخصيات من طبقات اجتماعيّة مختلفة، باشوات وتجّار وأميرات وفلاحين ومثقّفين وحتّى بعض الأجانب.
إنّ رواية 1952 تظهر صراع بين مجموعتين، الأولى: هي المدافعة عن نظام الحكم الشمولي بوصفه النظام الأمثل للحفاظ على الثورة، والثانية: هي المدافعة عن النظام الليبرالي وتعدّد الأحزاب، ومن ثمّ نجاح المجموعة الأولى، وذلك من خلال استخدام عدّة أساليب يبيّنها الكاتب في الرواية.

## تحليل الرواية
يسلّط الروائى الضوء على جوانب العظمة والخسّة في شخصياته على السّواء، وتنقل الرواية الحوادث التي وقعت في الأشهر الأخيرة من حكم الأسرة المصرية المالكة، بدءا بحوادث حريق القاهرة، الذي طال أهمّ الشوارع التجاريّة فيها، أواخر شهر يناير/كانون الثاني 1952، ومن ثمّ توتّر الحال مع القوّة البريطانيّة المعسكرة في مدن القناة، لاسيما مدينة الإسماعيليّة، حيث قصفت مبنى المحافظة واستخدمت سلاحها الثقيل ضد قوات الشرطة المصريّة في تلك المنطقة، التي لا يتعدى سلاحها المسدّس والبندقيّة، كما أنّها تصوّر قسوة بعض رجال الحكم واستغلال الشخصيات البسيطة لأهداف ومصالح سياسيّة، ودهاليز العمل السياسي العلني والسري، وتعدّد الآراء المختلفة وتماشي الناس وفقًا لمصالحهم الشخصية.